# (6891) Triconia
(6891) Triconia (1976 SA) – planetoida z pasa głównego asteroid okrążająca Słońce w ciągu 4,4 lat w średniej odległości 2,69 j.a. Odkryta 23 września 1976 roku.